# Tipula laccata
Tipula laccata är en tvåvingeart som beskrevs av Lundstrom och Frey 1916. Tipula laccata ingår i släktet Tipula och familjen storharkrankar. Arten är reproducerande i Sverige. Inga underarter finns listade i Catalogue of Life.